# This Is England
Pour l’article homonyme, voir This Is England (chanson).
Pour plus de détails, voir Fiche technique et Distribution.
This Is England est un film britannique écrit et réalisé par Shane Meadows, et sorti en 2006. L'histoire raconte l'évolution de jeunes skinheads en 1983 en Angleterre.

## Synopsis
L'histoire se déroule dans une ville côtière du Nord de l'Angleterre en juillet 1983. Shaun, un jeune Anglais de 12 ans dont le père soldat vient d'être tué lors de la guerre des Malouines, est le souffre-douleur de ses camarades de classe à cause de ses tenues vestimentaires car sa mère est une fervente hippie.  Les railleries se terminent par un pugilat ; Shaun et son adversaire se retrouvent dans le bureau du proviseur. Sur le chemin de retour il rencontre des skinheads sous un pont avec lesquels il se lie d'amitié. Ils se moquent un peu de lui mais le prennent rapidement sous leur aile. Ce sont Milky, Lol, Pukey, Kez, Gadget et Woody. Le fait de rejoindre la bande l'oblige à adopter son style identitaire : ce qui n'est pas sans poser de problèmes à sa mère, Cynthia. Il acquiert confiance en lui. Mais ce groupe va se diviser quand Combo, un de ses membres tout juste sorti de prison (où il a adhéré aux thèses du National Front) demande à ses amis d'entrer en guerre contre les immigrés qui selon lui envahissent le pays.

## Fiche technique[1]
- Titre : This Is England
- Réalisation : Shane Meadows
- Scénario : Shane Meadows
- Décors : Mark Leese
- Costumes : Jo Thomson
- Photographie : Danny Cohen
- Montage : Chris Wyatt
- Musique : Ludovico Einaudi
- Sociétés de production : Warp Films, Film4
- Société de distribution : Ad Vitam Distribution (France) ; Studiocanal UK (Angleterre)
- Budget : 2 200 000 $ ( 1 £ 500 000 )
- Pays d'origine : Angleterre
- Langue originale : Anglais
- Formats : Couleur - 1.85:1 - son Dolby Digital - 35mm
- Genre : Drame (cinéma)
- Durée : 102 minutes
- Dates de sortie :
  - États-Unis : 29 juillet 2007
  - Royaume-Uni : 29 avril 2007
  - France : 10 octobre 2007

## Distribution
- Thomas Turgoose (V. F. : Gwenvin Sommier) : Shaun
- Stephen Graham (V. F. : Éric Herson-Macarel) : Combo
- Jo Hartley (V. F. : Yaël Elhadad) : Cynthia
- Andrew Shim (V. F. : Xavier Thiam) : Milkyok
- Vicky McClure (V. F. : Julia Vaidis-Bogard) : Lol
- Joseph Gilgun (V. F. : Rémi Bichet) : Woody
- Andrew Ellis (V. F. : Gwenaël Sommier) : Gadget
- Perry Benson (V. F. : Bertrand Arnaud) : Meggy
- George Newton (V. F. : Jean-Yves Chatelais) : Banjo
- Frank Harper (VF : Alain Choquet) : Lenny
- Rosamund Hanson (V. F. : Clothide Morgiève) : Smell
- Jack O'Connell (V. F. : Lazare Herson-Macarel) : Pukey Nicholls
- Kriss Dosanjh (V. F. : Vincent Nemeth) : M. Sandhu
- Kieran Hardcastle (V. F. : François Bérard) : Kes
- Michael Socha : Harvey
- Hannah Walters (V. F. : Michèle Brulé) : l’assistante du marchand de chaussures
- Sophie Ellerby : Pob

Source et légende : Version française (V. F.) sur le site d’AlterEgo (la société de doublage)

## Bande-originale
- Please, Please, Please, Let Me Get What I Want - The Smiths
- 54-46 Was My Number - Toots & The Maytals
- Come On Eileen - Dexys Midnight Runners
- Tainted Love - Soft Cell
- Nicole (Instrumental) - Gravenhurst
- Morning Sun - Al Barry & The Cimarons
- Louie Louie - Toots & The Maytals
- Pressure Drop - Toots & The Maytals
- Do the Dog - The Specials
- Return of Django - The Upsetters
- Warhead - UK Subs
- Pomp and Circumstance March No 1 in D. OP 39/1 - Royal Philharmonic Orchestra
- Fuori dal mondo - Ludovico Einaudi
- Maggie Gave a Thistle - Wayne Shrapnel and The Oi Stars
- Let's Dance - Jimmy Cliff
- Since Yesterday - Strawberry Switchblade
- Dark End of the Street - Percy Sledge
- Dietro casa - Ludovico Einaudi

## Récompenses et distinctions
- This Is England a reçu plusieurs récompenses lors des British Independent Film Awards de 2006, dont celui du meilleur film indépendant anglais de l'année[3].
- Festival international du film de Rome 2006 : Prix spécial du jury

## Analyse
Ce film, au-delà du récit d'apprentissage (éducation sentimentale, découverte des lois sociales, perte des illusions), analyse finement le besoin de paternité. De plus on retrouve une alternance systématique entre moments de tendresse et soubresauts de violence : ceux-ci prenant de plus en plus d'importance. « La violence sèche est rendue d'autant plus difficile à soutenir que rien ne semblait en annoncer la déflagration. Elle aboutit à l'inéluctable climax lorsque Combo s'acharne sur Milky, dont le seul tort fut d'avoir vécu une enfance heureuse auprès de parents attentionnés »
This is England est, de l'aveu de son réalisateur, un film largement autobiographique, Shane Meadows ayant appartenu à une bande de skinheads au début des années 1980. Le cinéaste anglais a expliqué qu'il avait voulu faire un film sur cette culture parce que les longs-métrages antérieurement réalisés sur le même sujet, Romper Stomper et American History X, n'en montraient que « l'aspect négatif », et omettaient « la vraie culture skinhead, qui est née de l'amour pour la musique reggae ». Effectivement, le réalisateur retranscrit ici de manière très juste la division qui s'est effectuée au début des années 1980 : les jeunes skinheads du film semblent perdus entre les paroles fortes et pleines de violence de Combo et le message de respect que Woody tente d'introduire au sein du groupe. Le schisme entre les skinheads qui vouaient un amour profond à la musique jamaïcaine et ceux qui, enrôlés par les partis politiques extrémistes, se sont tournés vers d'autres styles musicaux est parfaitement imagé par les doutes qui parcourent l'esprit de Shaun durant tout le film.
Les allusions fréquentes à la guerre des Malouines (dont des images diffusées à l'époque par la télévision anglaise se retrouvent au début et à la fin du film) entrent en résonance avec un autre conflit dans lequel les troupes britanniques sont engagées à l'époque du tournage de This is England : le conflit irakien. « Je savais que ces parallèles seraient établis, a expliqué Shane Meadows, et je suis content qu'ils le soient. »

## Autour du film
- This Is England est dédié à la mémoire de Sharon Turgoose, la mère de Thomas Turgoose, qui est décédée des suites d'un cancer le 29 décembre 2005, deux mois après la fin du tournage du film[7].
- This Is England '86 est une mini-série de 4 épisodes qui raconte la suite du film, 3 ans après. Écrite par Shane Meadows, elle est diffusée sur Channel 4 en septembre 2010.
- This Is England '88, toujours écrite et réalisée par Shane Meadows, est une mini-série de 3 épisodes se situant 5 ans après les événements du film. Elle a été diffusée pour la première fois en décembre 2011.
- This Is England '90, mini-série de 4 épisodes, vient conclure la saga. Diffusée entre septembre et octobre 2015, elle se concentre sur la naissance des rave party.
- This Is England peut être perçu comme largement inspiré par Made in Britain d'Alan Clarke. Néanmoins, Meadows réalisa son film dans un aspect plus moralisateur et enfantin (en montrant la stupidité du racisme à travers les yeux de Shaun) tandis que Clarke se contenta de montrer de manière froide et objective la descente aux enfers de Trevor provoquée par son racisme obstiné.